# Río Dzhalovchat
El río Dzhalovchat (en ruso: Джаловчат) es un Gran Cáucaso en el distrito de Zelenchuk de la república de Karacháyevo-Cherkesia del sur de Rusia, en la reserva natural de Teberdá. Es afluente por la derecha de la cabecera del río Aksaút, componente del Mali Zelenchuk, que desemboca en el río Kubán.

## Curso
El río nace en el glaciar Dzhalovchat, rodeado por los picos Kti-Teberdá (3574 m, al norte), Dzhalauchat (3874 m, al sureste) y Sulajat (3409 m). Su curso discurre durante 5.5 km en dirección noroeste para desembocar en la orilla derecha del río Aksaút.